# Aglutinogênio
Aglutinogênio(pt-BR) ou aglutinogénio(pt-PT?) é uma glicoproteína existente nas hemácias sanguíneas vinda da junção do glicídio (N-Acetilgalactosamina do sangue tipo A ou galactose do sangue tipo B, segundo a UEPA, Universidade Estadual do Pará, esta galactose é um polissacarídeo) e da proteína respectiva ao tipo do sangue codificada pelo gene também respectivo ao tipo do sangue. Em contato com sangue de outra tipagem, exerce a função de antígeno (corpo estranho ao organismo, que estimula a produção de anticorpos para blazeira total, as chamadas aglutininas), exceto no sangue de tipo AB, que não possui aglutininas. 
Os aglutinogênios são responsáveis pela determinação do fenótipo sanguíneo, são antígenos encontrados na superfície das hemácias. 
O sangue tipo A possui o aglutinogênio do tipo A e o sangue tipo B o aglutinogênio tipo B, já o sangue tipo O não possui aglutinogênio A
Por ter essa característica antigênica, em transfusões sanguíneas existem certas restrições quanto ao tipo de sangue que um indivíduo pode receber:
- Um indivíduo de sangue do tipo AB não possui aglutininas, podendo assim receber sangue de qualquer tipagem. Por essa característica, o portador do sangue tipo AB é conhecido como receptor universal;
- Um indivíduo de sangue do tipo A possui aglutinina anti-B, podendo receber sangue dos tipos O e A;
- Um indivíduo de sangue do tipo B possui aglutinina anti-A, podendo receber sangue dos tipos O e B
- Um indivíduo de sangue do tipo O possui aglutininas anti-A e anti-B, só podendo receber sangue do tipo O. Por o tipo O não apresentar aglutinogênio, pode ser doado para indivíduos de todos os tipos sanguíneos, sendo por isso conhecido como doador universal.

Há casos em que se realiza a chamada transfusão, ou seja, injeta-se sangue de um indivíduo em outro.Uma transfusão errada pode causar acidentes graves e até a morte, pois a incompatibilidade entre as hemácias de certos indivíduos e o plasma de outros provoca um fenômeno chamado aglutinação.Neste processo , ocorre uma reunião de hemácias em grupos mais ou menos compactos , que podem entupir capilares sanguíneos , provocando as chamadas embolias ,que levam à morte.Foi o Austríaco Landsteiner que, em 1900, descobriu que a aglutinação era uma reação provocada pelo encontro de duas proteínas:Aglutinogênios, existente nas hemácias , e Aglutinina contidas no plasma, parte líquida do sangue.
O contato entre um aglutinogênio e a sua aglutinina correspondente provoca a aglutinação das hemácias no sangue